# Guanabara (Campinas)

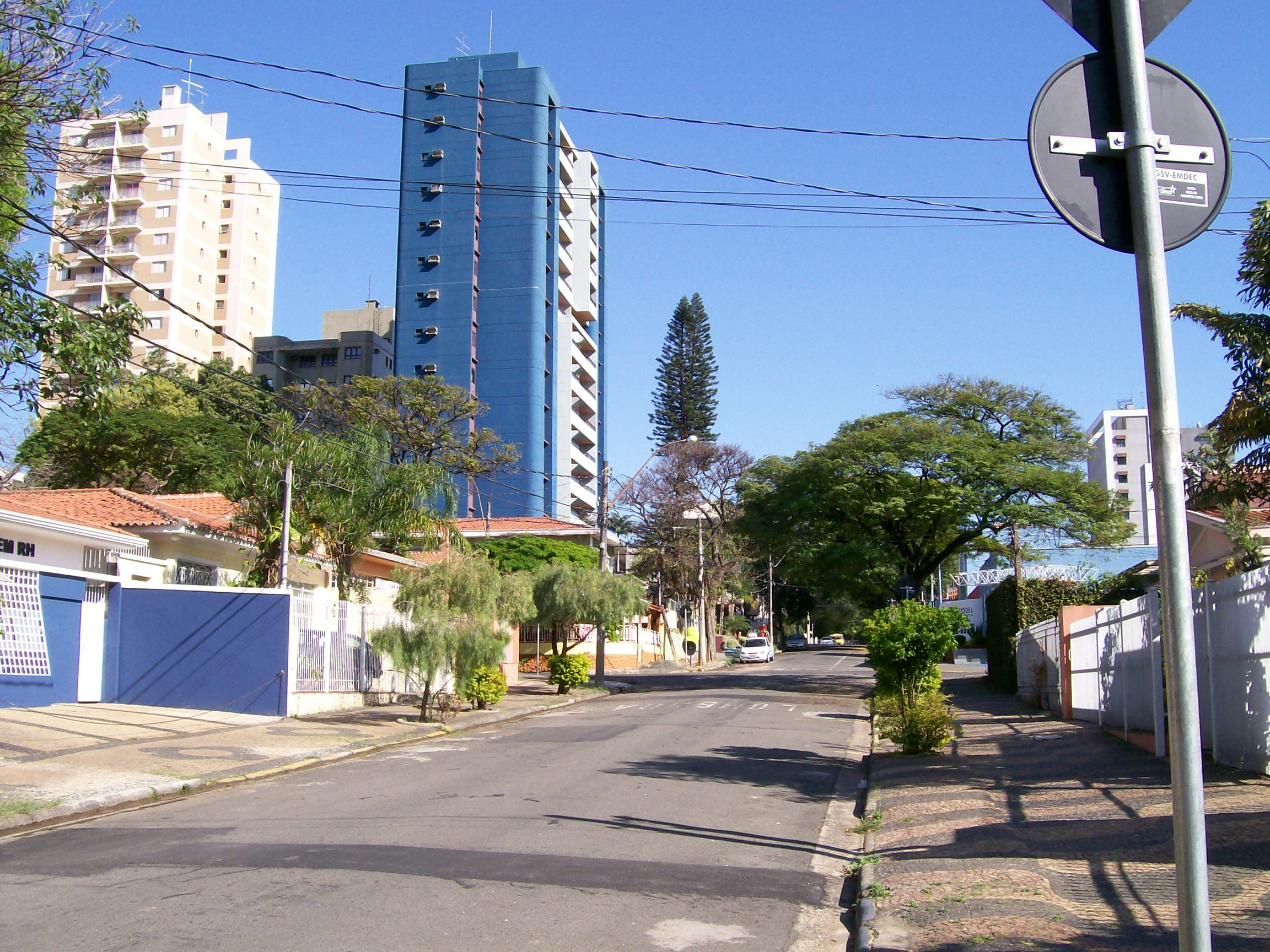
Rua Prefeito Passos, na região denominada "Vila Itapura".

Guanabara (também denominado Jardim Guanabara) localizado parcialmente na Zona Central de Campinas (na Vila Itapura) e parcialmente na Zona Norte, entre o Centro e os bairros Cambuí, Botafogo, Jardim Chapadão e Taquaral, é um bairro predominantemente residencial e arborizado em suas ruas internas, mas que possui grande desenvolvimento nas áreas comercial e de serviços, com destaque para o comércio de veículos e área de saúde, com grande quantidade de consultórios médicos, além do Hospital renascença Nele também se localizam o Instituto Agronômico de Campinas e o extinto Shopping Jaraguá Brasil.
O trânsito do bairro é por vezes ruim em função da grande quantidade de veículos que cruzam suas vias (Av. Brasil, Av. Barão de Itapura, etc.) e que fazem a ligação entre a zona central e a zona norte de Campinas, assim como dão acesso ao distrito de Barão Geraldo e às cidades de Paulínia, Cosmópolis.

## História
O lugar onde surgiu o bairro já tinha o nome Guanabara antes mesmo da construção da primeira estação da antiga linha-tronco da Companhia Mogiana de Estradas de Ferro, em 1893. O prédio atual data da década de 1920. e foi desativado em 1974, passando por um longo período de deterioração e abandono, só encerrado com a restauração realizada por uma mostra de decoração e a Universidade Estadual de Campinas ter assumido o prédio para instalar o Centro Cultural de Integração e Integração Social. O bairro em si surgiu em meados do século XX.

## Bairros dentro do Guanabara
Em função do fato de Campinas não ter delimitação legal e precisa dos bairros, há bairros que são desconhecidos da população em geral, em função de seu pequeno tamanho:
1. Vila Angelino Rossi (na parte baixa, próxima ao Cambuí);
2. Jardim Brasil (na parte alta, próxima à Vila Nova e ao Jardim Nossa Senhora Auxiliadora);
3. Jardim Novo Botafogo (próximo ao Estádio Cerecamp);
4. Vila Itapura (na parte baixa, mais próxima ao Centro e ao Botafogo e onde fica a Estação Guanabara).
5. Vila Eliza (fica praticamente dentro da Vila Angelino Rossi, entre a Av. Barão de Itapura e a Av. Orozimbo Maia).